# Ronde van Frankrijk 2010
De 97e editie van de Ronde van Frankrijk ging op 3 juli 2010 van start in de Nederlandse stad Rotterdam om, na een koersverloop met de klok mee door eerst de Alpen en daarna de Pyreneeën, op 25 juli 2010 te eindigen op de Avenue des Champs-Élysées in Parijs. De Ronde van Frankrijk maakte deel uit van de UCI Wereldranglijst.
Al in de Alpen werd duidelijk dat de strijd om de eindzege zeer waarschijnlijk een tweestrijd zou worden tussen Alberto Contador en Andy Schleck. Schleck behaalde twee etappezeges en legde, net als een jaar eerder, beslag op de witte jongerentrui, maar kwam uiteindelijk 39 seconden tekort op Contador, die zo, na 2007 en 2009, op dat moment, vooralsnog, zijn derde Tourzege boekte. Mark Cavendish toonde zich in vijf massasprints de snelste, maar het puntenklassement werd gewonnen door Alessandro Petacchi. Anthony Charteau mocht als winnaar van het bergklassement in Parijs de bolletjestrui in ontvangst nemen.
Op 6 februari 2012 werd Alberto Contador door het CAS voor twee jaar geschorst. Hierbij moest hij zijn Tourzege 2010 inleveren. Uiteindelijk is de Ronde van Frankrijk 2010 gewonnen door Andy Schleck.

## Parcours

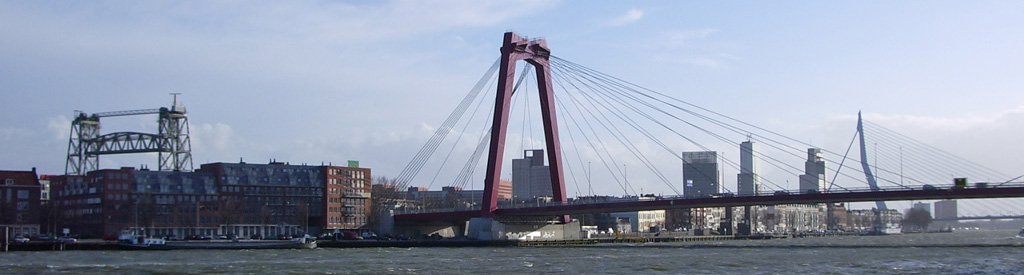
De Willemsbrug (voorgrond) en Erasmusbrug (achtergrond, rechts) in Rotterdam, beide onderdeel van het parcours van de openingstijdrit

Het parcours werd op 14 oktober 2009 bekendgemaakt. De ronde ging van start met een individuele tijdrit van negen kilometer door het centrum van Rotterdam, waarbij onder meer de Erasmusbrug werd aangedaan. Deze rit was door de organisatie als "proloog" aangeduid, hoewel ze niet aan de UCI-reglementeringen daarvoor voldoet. Het was voor het eerst sinds de Tourstart van 1996 in 's-Hertogenbosch dat de Ronde van Frankrijk in Nederland van start ging en de derde grote ronde op rij die in Nederland van start ging, na de Ronde van Spanje 2009 (Assen) en de Ronde van Italië 2010 (Amsterdam).
Na de openingstijdrit worden nog drie etappes over Nederlands en Belgisch grondgebied verreden. In de derde etappe zijn enkele kasseistroken opgenomen. Daarna rijdt het peloton vanuit Noord-Frankrijk richting de Alpen, waar twee bergachtige etappes op het programma staan. Na enkele overgangsetappes worden in de derde en laatste week vier bergritten verreden in de Pyreneeën, honderd jaar na de eerste doorkomst door het gebergte. Er is slechts één lange tijdrit, die plaatsvindt op de voorlaatste dag.
Net als in 2009 zijn er drie aankomsten bergop. Er zijn 23 beklimmingen van de 2e, 1e en buitencategorie. Het hoogste punt van de 97e Ronde van Frankrijk is de Col du Tourmalet, die in twee etappes beklommen wordt. De Tour heeft een totale afstand van bijna 3.600 kilometer.

## Startlijst
De wedstrijdorganisatie nodigde in totaal 22 ploegen uit. Een verdrag dat in 2008 tussen de Internationale Wielerunie (UCI) en de ASO/RCS was getekend, garandeerde alle achttien toenmalige UCI ProTour-ploegen een startplaats; na het verdwijnen van de teams Crédit Agricole en Team Gerolsteiner bleven daar anno 2010 nog zestien van over, waaronder ook Cofidis en Bbox Bouygues Télécom, twee ploegen die beide inmiddels hun ProTour-status hadden verloren. Ook alle nieuwe ProTour-ploegen; Garmin-Transitions, Katjoesja, Team RadioShack en Team Sky, kregen een uitnodiging. De twee overgebleven uitnodigingen gingen naar de professionele continentale teams BMC en Cervélo. 197 wielrenners uit 31 landen verschenen op 3 juli aan de start in Rotterdam.
Deelnemende ploegen:

## Verloop

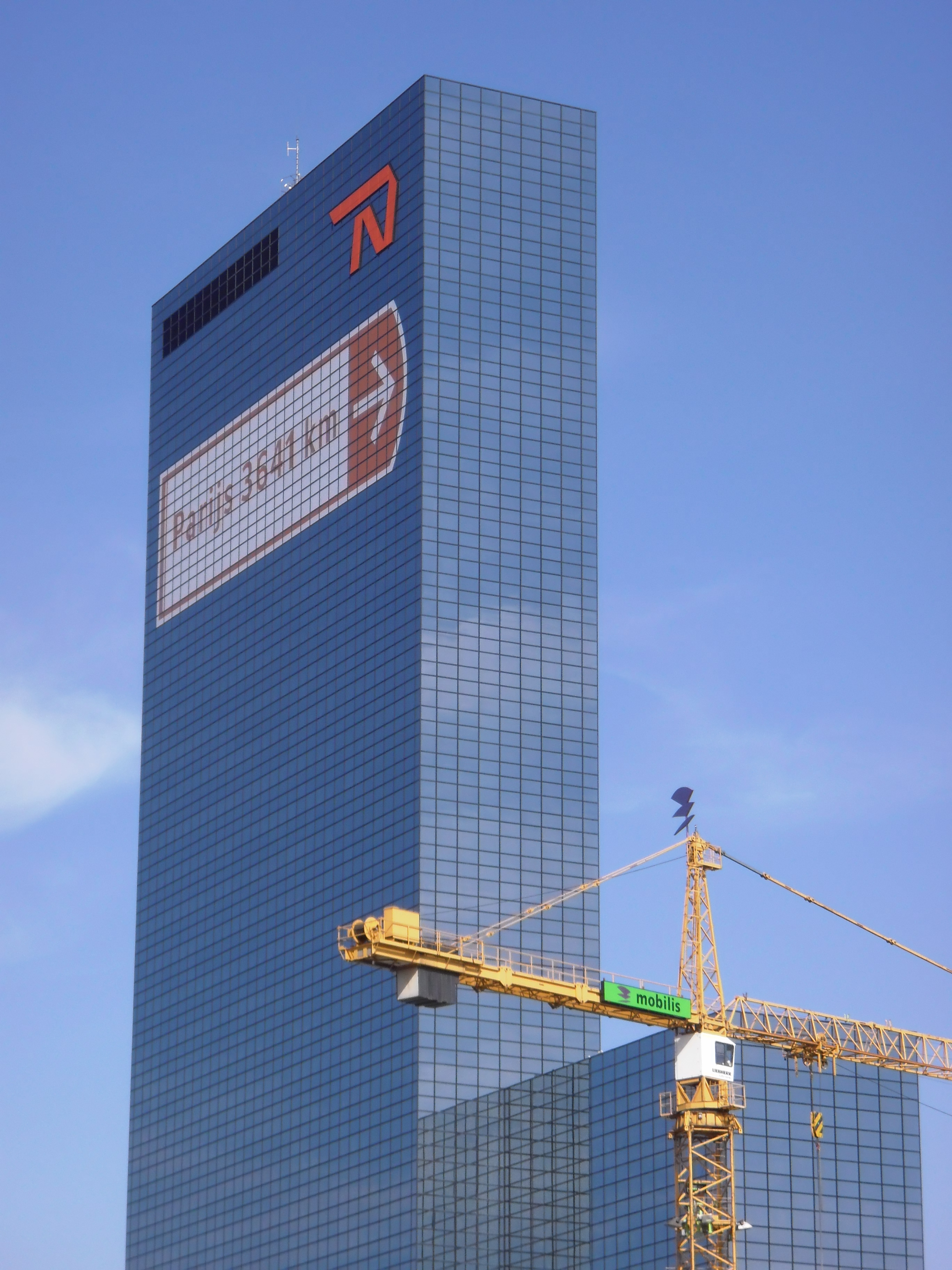
"Parijs 3641 km", reclame op de Delftse Poort

De openingstijdrit in Rotterdam werd verreden onder regenachtige omstandigheden. Fabian Cancellara legde deze als snelste af in een tijd van exact 10 minuten en mocht zo als eerste de gele leiderstrui aantrekken. De eerste rit in lijn, met finish in Brussel, kende een hectische slotfase met veel valpartijen, waarna Alessandro Petacchi de snelste was van een sterk uitgedund peloton. De heuvelachtige tweede etappe werd eveneens gekenmerkt door valpartijen. Het peloton besloot daarop te wachten op achtergeraakte favorieten als Andy Schleck, Alberto Contador en Lance Armstrong. Sylvain Chavanel bleef als enige vooruit van een kopgroep en pakte de etappezege en de gele trui. De Noord-Franse kasseien zorgden in de derde etappe wel voor verschillen: Cancellara heroverde zijn leiderstrui en Thor Hushovd won de sprint van een zestal, onder wie Andy Schleck en Cadel Evans die zo tijdwinst op de concurrentie behaalden. Fränk Schleck, vooraf beschouwd als een van de favorieten, moest opgeven na een valpartij. De vierde etappe mondde uit in een massasprint, waarin Petacchi opnieuw de sterkste was.
De zevende etappe voerde door het middengebergte van de Jura, maar tot een krachtmeting tussen de klassementsrenners kwam het niet. Sylvain Chavanel wist als aanvaller zijn tweede ritzege te behalen en heroverde ook de gele trui. Een dag later, in de achtste etappe, lieten de klassementsrenners echter wel van zich spreken. Andy Schleck reed op weg naar Avoriaz weg uit de groep met favorieten en kreeg alleen Samuel Sánchez met zich mee. Schleck klopte Sánchez in de sprint en won tien seconden op de andere klassementsrenners; Cadel Evans pakte het geel. Na een rustdag liet Schleck ook in de volgende etappe van zich horen: de Luxemburger reed op de Col de la Madeleine samen met Alberto Contador weg. In de slotkilometer sloten ze aan bij een groep van vier vroege vluchters. In de sprint was Sandy Casar vervolgens de snelste. Schleck nam de leiding in het klassement over van Evans, die veel tijd verloor.
Tijdens de tiende etappe, die verreden werd op de Franse nationale feestdag, deed het peloton het rustig aan en kregen wederom de aanvallers de kans voor de zege te rijden. Van een groep van zes bleven er uiteindelijk twee over: Sérgio Paulinho versloeg Vasil Kiryjenka in de sprint. In elfde rit was Mark Cavendish de snelste in een massasprint; zijn ploeggenoot Mark Renshaw werd wegens het uitdelen van kopstoten tijdens het voorbereiden van Cavendish' sprint uit de wedstrijd gezet.

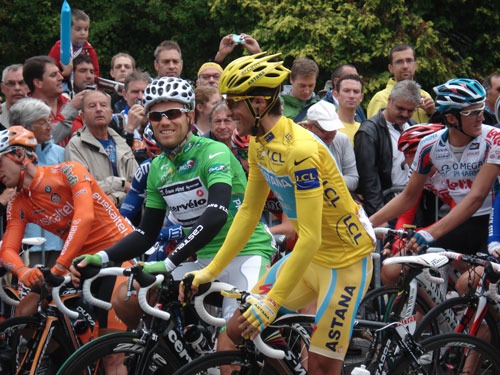
Contador in de gele trui, voorafgaand aan de 17e etappe

De twaalfde etappe kende een explosief einde. Contador wist enige tijdwinst te behalen op Schleck door samen met Joaquím Rodríguez weg te rijden van de concurrentie; Rodríguez toonde zich daarna de beste sprinter. Een dag later soleerde Aleksandr Vinokoerov, die een dag eerder nog in het zicht van de finish was bijgehaald door Contador en Rodríguez, naar de ritzege.
Christophe Riblon schreef na een lange ontsnapping de eerste Pyreneeënrit op zijn naam. Schleck en Contador lieten elkaar niet wegrijden, waardoor Schleck zijn trui behield. Tijdens de vijftiende etappe verloor Schleck die trui wel. Op de beklimming van de Port de Balès kreeg hij materiaalpech. Contador viel verder aan en won 39 seconden op Schleck, waardoor hij met een verschil van 8 seconden de leiding in het algemeen klassement overnam. Contador verklaarde later dat hij de mechanische pech van Schleck niet gezien had. Thomas Voeckler, overblijver van een vroege ontsnapping, won deze etappe. De zestiende rit werd beschouwd als de koninginnenrit, maar de favorieten maakten het elkaar niet lastig. Pierrick Fédrigo bezorgde de Fransen hun zesde etappezege. In de laatste Pyreneeënetappe plaatste Schleck verscheidene aanvallen, maar hij kon Contador niet van zich afschudden; wel won hij de sprint op de Col du Tourmalet.
De laatste kans voor Schleck om Contador van zijn troon te stoten was de negentiende etappe, een tijdrit over ruim 50 kilometer. In de tussentijden naderde de Luxemburger nog even virtueel het geel, maar uiteindelijk wist Contador zijn voorsprong juist uit te breiden; Fabian Cancellara wist na de proloog ook deze tijdrit te winnen. Mark Cavendish, die ook in etappe 18 de snelste was geweest, behaalde in de slotrit de Champs-Élysées in Parijs zijn vijfde etappezege.
Astana eindigde bovenaan in het geldklassement. De formatie van de geletruidrager Contador verdiende bijna een half miljoen (488.886 euro) aan prijzengeld en hield daarmee Saxo Bank (292.392 euro) en Rabobank achter zich. De Nederlandse ploeg nam 192.978 euro mee naar huis. Footon-Servetto-Fuji eindigde als 22ste en laatste in het geldklassement. De ploeg mocht slechts 13.492 euro bijschrijven.

## Dopingverdenking van winnaar Contador
Op 30 september 2010 maakte de UCI bekend dat Contador verdacht wordt van het gebruik van doping. Er zou clenbuterol zijn aangetroffen in diens urine. Er wordt nader onderzoek uitgevoerd en de wielrenner is voorlopig geschorst. De Nederlandse biochemicus Douwe de Boer is door Contador gevraagd hem te verdedigen in deze zaak.
Op 5 oktober 2010 meldden de Duitse tv-zender ARD en de Franse krant L’Equipe, na informatie van een anonieme bron, dat er ook weekmakers gevonden zijn. Dit zou erop duiden dat Contador een bloedtransfusie heeft ondergaan, wat verboden is volgens de voorschriften van de mondiale antidopingautoriteit WADA. Het gehalte weekmakers in zijn bloed zou acht maal zo hoog zijn als de toegestane hoeveelheid.
Op 26 januari 2011 schorste de Spaanse wielerbond Contador voor een jaar. Twee dagen later gaf hij in een persconferentie aan tegen de straf in beroep te gaan.

Op 6 februari 2012 zou het TAS Contador voor twee jaar veroordelen, met terugwerkende kracht. Hierdoor raakt hij alsnog zijn zege in de Tour 2010 kwijt en is Andy Schleck tot nader order de nieuwe winnaar van deze Tour. Contador heeft via de pers al laten weten dat hij overweegt om in beroep te gaan op de straf.

## Etappe-overzicht
| Datum   | Etappe                       | Start-Finish                                    | Afstand (in km)              | Type                         | Winnaar                      | Ploeg                        | Klassementsleider             |
| ------- | ---------------------------- | ----------------------------------------------- | ---------------------------- | ---------------------------- | ---------------------------- | ---------------------------- | ----------------------------- |
| 3 juli  | P                            | Rotterdam                                       | 8.9                          | Individuele tijdrit          | Fabian Cancellara            | Team Saxo Bank               | Fabian Cancellara             |
| 4 juli  | 1                            | Rotterdam - Brussel                             | 224                          | Vlakke rit                   | Alessandro Petacchi          | Lampre                       | Fabian Cancellara             |
| 5 juli  | 2                            | Brussel - Spa                                   | 201                          | Heuvelrit                    | Sylvain Chavanel             | Quick Step                   | Sylvain Chavanel              |
| 6 juli  | 3                            | Wanze - Arenberg-Porte du Hainaut               | 213                          | Vlakke rit                   | Thor Hushovd                 | Cervélo                      | Fabian Cancellara             |
| 7 juli  | 4                            | Cambrai - Reims                                 | 153                          | Vlakke rit                   | Alessandro Petacchi          | Lampre                       | Fabian Cancellara             |
| 8 juli  | 5                            | Épernay - Montargis                             | 188                          | Vlakke rit                   | Mark Cavendish               | Team Columbia                | Fabian Cancellara             |
| 9 juli  | 6                            | Montargis - Gueugnon                            | 228                          | Vlakke rit                   | Mark Cavendish               | Team Columbia                | Fabian Cancellara             |
| 10 juli | 7                            | Tournus - Station des Rousses                   | 166                          | Heuvelrit                    | Sylvain Chavanel             | Quick Step                   | Sylvain Chavanel              |
| 11 juli | 8                            | Station des Rousses - Morzine (Avoriaz)         | 189                          | Bergrit                      | Andy Schleck                 | Team Saxo Bank               | Cadel Evans                   |
| 12 juli | Rustdag in Morzine (Avoriaz) | Rustdag in Morzine (Avoriaz)                    | Rustdag in Morzine (Avoriaz) | Rustdag in Morzine (Avoriaz) | Rustdag in Morzine (Avoriaz) | Rustdag in Morzine (Avoriaz) | Rustdag in Morzine (Avoriaz)  |
| 13 juli | 9                            | Morzine (Avoriaz) - Saint-Jean-de-Maurienne     | 204                          | Bergrit                      | Sandy Casar                  | FDJ                          | Andy Schleck                  |
| 14 juli | 10                           | Chambéry - Gap                                  | 179                          | Heuvelrit                    | Sérgio Paulinho              | Team RadioShack              | Andy Schleck                  |
| 15 juli | 11                           | Sisteron - Bourg-lès-Valence                    | 185                          | Vlakke rit                   | Mark Cavendish               | Team Columbia                | Andy Schleck                  |
| 16 juli | 12                           | Bourg-de-Péage - Mende                          | 210                          | Heuvelrit                    | Joaquím Rodríguez            | Team Katjoesja               | Andy Schleck                  |
| 17 juli | 13                           | Rodez - Revel                                   | 196                          | Vlakke rit                   | Aleksandr Vinokoerov         | Astana                       | Andy Schleck                  |
| 18 juli | 14                           | Revel - Ax-3 Domaines                           | 184                          | Bergrit                      | Christophe Riblon            | AG2R                         | Andy Schleck                  |
| 19 juli | 15                           | Pamiers - Bagnères-de-Luchon                    | 187                          | Bergrit                      | Thomas Voeckler              | Bbox Bouygues Télécom        | Alberto Contador              |
| 20 juli | 16                           | Bagnères-de-Luchon - Pau                        | 199                          | Bergrit                      | Pierrick Fédrigo             | Bbox Bouygues Télécom        | Alberto Contador              |
| 21 juli | Rustdag in Pau               | Rustdag in Pau                                  | Rustdag in Pau               | Rustdag in Pau               | Rustdag in Pau               | Rustdag in Pau               | Rustdag in Pau                |
| 22 juli | 17                           | Pau - Col du Tourmalet                          | 174                          | Bergrit                      | Andy Schleck                 | Team Saxo Bank               | Alberto Contador Andy Schleck |
| 23 juli | 18                           | Salies-de-Béarn - Bordeaux                      | 198                          | Vlakke rit                   | Mark Cavendish               | Team Columbia                | Alberto Contador Andy Schleck |
| 24 juli | 19                           | Bordeaux - Pauillac                             | 52                           | Individuele tijdrit          | Fabian Cancellara            | Team Saxo Bank               | Alberto Contador Andy Schleck |
| 25 juli | 20                           | Longjumeau - Parijs (Avenue des Champs-Élysées) | 103                          | Vlakke rit                   | Mark Cavendish               | Team Columbia                | Alberto Contador Andy Schleck |

## Klassementsleiders na elke etappe
| Etappe 0       | Algemeen klassement           | Puntenklassement    | Bergklassement   | Jongerenklassement | Ploegenklassement | Strijdlust           |
| -------------- | ----------------------------- | ------------------- | ---------------- | ------------------ | ----------------- | -------------------- |
| Proloog        | Fabian Cancellara             | Fabian Cancellara1  | niet uitgereikt  | Tony Martin        | Team RadioShack   | niet uitgereikt      |
| 1              | Fabian Cancellara             | Alessandro Petacchi | niet uitgereikt  | Tony Martin        | Team RadioShack   | Maarten Wynants      |
| 2              | Sylvain Chavanel              | Sylvain Chavanel 2  | Jérôme Pineau    | Tony Martin        | Quick Step        | Sylvain Chavanel     |
| 3              | Fabian Cancellara             | Thor Hushovd        | Jérôme Pineau    | Geraint Thomas     | Team Saxo Bank    | Ryder Hesjedal       |
| 4              | Fabian Cancellara             | Thor Hushovd        | Jérôme Pineau    | Geraint Thomas     | Team Saxo Bank    | Dimitri Champion     |
| 5              | Fabian Cancellara             | Thor Hushovd        | Jérôme Pineau    | Geraint Thomas     | Team Saxo Bank    | José Iván Gutiérrez  |
| 6              | Fabian Cancellara             | Thor Hushovd        | Jérôme Pineau    | Geraint Thomas     | Team Saxo Bank    | Mathieu Perget       |
| 7              | Sylvain Chavanel              | Thor Hushovd        | Jérôme Pineau    | Andy Schleck 3     | Astana            | Jérôme Pineau        |
| 8              | Cadel Evans                   | Thor Hushovd        | Jérôme Pineau    | Andy Schleck 3     | Rabobank          | Mario Aerts          |
| 9              | Andy Schleck                  | Thor Hushovd        | Anthony Charteau | Andy Schleck 3     | Caisse d'Epargne  | Luis León Sánchez    |
| 10             | Andy Schleck                  | Thor Hushovd        | Jérôme Pineau    | Andy Schleck 3     | Caisse d'Epargne  | Mario Aerts          |
| 11             | Andy Schleck                  | Alessandro Petacchi | Jérôme Pineau    | Andy Schleck 3     | Caisse d'Epargne  | Stéphane Augé        |
| 12             | Andy Schleck                  | Thor Hushovd        | Anthony Charteau | Andy Schleck 3     | Team RadioShack   | Aleksandr Vinokoerov |
| 13             | Andy Schleck                  | Alessandro Petacchi | Anthony Charteau | Andy Schleck 3     | Team RadioShack   | Juan Antonio Flecha  |
| 14             | Andy Schleck                  | Alessandro Petacchi | Anthony Charteau | Andy Schleck 3     | Caisse d'Epargne  | Christophe Riblon    |
| 15             | Alberto Contador              | Alessandro Petacchi | Anthony Charteau | Andy Schleck 3     | Team RadioShack   | Thomas Voeckler      |
| 16             | Alberto Contador              | Thor Hushovd        | Anthony Charteau | Andy Schleck 3     | Team RadioShack   | Carlos Barredo       |
| 17             | Alberto Contador Andy Schleck | Thor Hushovd        | Anthony Charteau | Andy Schleck 3     | Team RadioShack   | Aleksandr Kolobnev   |
| 18             | Alberto Contador Andy Schleck | Alessandro Petacchi | Anthony Charteau | Andy Schleck 3     | Team RadioShack   | Daniel Oss           |
| 19             | Alberto Contador Andy Schleck | Alessandro Petacchi | Anthony Charteau | Andy Schleck 3     | Team RadioShack   | niet uitgereikt      |
| 20             | Alberto Contador Andy Schleck | Alessandro Petacchi | Anthony Charteau | Andy Schleck 3     | Team RadioShack   | niet uitgereikt      |
| Eindklassement | Andy Schleck                  | Alessandro Petacchi | Anthony Charteau | Andy Schleck       | Team RadioShack   | Sylvain Chavanel     |

1 Gedragen door David Millar.
2 Gedragen door Alessandro Petacchi.
3 Gedragen door Robert Gesink (etappe 9 t/m 15).

## Eindklassementen

### Algemeen klassement
| rang | renner                | ploeg              | tijd      |
| ---- | --------------------- | ------------------ | --------- |
|      | Alberto Contador      | Astana             | 91u58'48" |
|      | Andy Schleck          | Team Saxo Bank     | 91u59'27" |
|      | Denis Menchov         | Rabobank           | op 01'28" |
| 2    | Samuel Sánchez        | Euskaltel-Euskadi  | op 03'01  |
| 3    | Jurgen Van den Broeck | Omega Pharma-Lotto | op 06'15" |
| 4    | Robert Gesink         | Rabobank           | op 08'52" |
| 5    | Ryder Hesjedal        | Team Garmin        | op 09'44" |
| 6    | Joaquím Rodríguez     | Katjoesja          | op 10'58" |
| 7    | Roman Kreuziger       | Liquigas-Doimo     | op 11'23" |
| 8    | Chris Horner          | Team RadioShack    | op 11'31" |

Rode lantaarn:
| 170 | Adriano Malori | Lampre-Farnese Vini | op 4u27'03" |

### Puntenklassement
| Plaats      | Naam                | Ploeg               | Punten |
| ----------- | ------------------- | ------------------- | ------ |
| Groene trui | Alessandro Petacchi | Lampre-Farnese Vini | 243    |
| 2           | Mark Cavendish      | Team Columbia       | 232    |
| 3           | Thor Hushovd        | Cervélo             | 222    |

### Bergklassement
| Plaats        | Naam              | Ploeg                 | Punten |
| ------------- | ----------------- | --------------------- | ------ |
| Bolletjestrui | Anthony Charteau  | Bbox Bouygues Télécom | 143    |
| 2             | Christophe Moreau | Caisse d'Epargne      | 128    |
| 3             | Andy Schleck      | Team Saxo Bank        | 116    |

### Jongerenklassement
| Plaats     | Naam            | Ploeg          | Tijd      |
| ---------- | --------------- | -------------- | --------- |
| Witte trui | Andy Schleck    | Team Saxo Bank | 91u59'27" |
| 2          | Robert Gesink   | Rabobank       | op 08'52" |
| 3          | Roman Kreuziger | Liquigas-Doimo | op 11'15" |

### Ploegenklassement
| Plaats | Ploeg            | Tijd       |
| ------ | ---------------- | ---------- |
| 1      | Team RadioShack  | 276u02'03" |
| 2      | Caisse d'Epargne | op 09'15"  |
| 3      | Rabobank         | op 27'49"  |

### Strijdlustigste renner
| rang | renner           | ploeg      |
| ---- | ---------------- | ---------- |
|      | Sylvain Chavanel | Quick Step |

Proloog · 
1e etappe ·
2e etappe ·
3e etappe ·
4e etappe ·
5e etappe ·
6e etappe ·
7e etappe ·
8e etappe ·
9e etappe ·
10e etappe ·
11e etappe ·
12e etappe ·
13e etappe ·
14e etappe ·
15e etappe ·
16e etappe ·
17e etappe ·
18e etappe ·
19e etappe ·
20e etappe
Startlijst · Eindstanden · Afbeeldingen
 winnaars gele trui · 
 puntenklassement · 
 bergklassement · 
 jongerenklassement · 
 tussensprintklassement · 
 combinatieklassement · 
 ploegenklassement · 
 strijdlust · 
rode lantaarn
records · meeste deelnames · ranglijst etappewinnaars · bekende beklimmingen · valpartijen · dopinggevallen · Grand Départ · Souvenir Henri Desgrange
1903 · 
1904 · 
1905 · 
1906 · 
1907 · 
1908 · 
1909 · 
1910 · 
1911 · 
1912 · 
1913 · 
1914 ·
1915 ·
1916 ·
1917 ·
1918 · 
1919 · 
1920 · 
1921 · 
1922 · 
1923 · 
1924 · 
1925 · 
1926 · 
1927 · 
1928 · 
1929 · 
1930 · 
1931 · 
1932 · 
1933 · 
1934 · 
1935 · 
1936 · 
1937 · 
1938 · 
1939 · 
1940 ·
1941 ·
1942 ·
1943 ·
1944 ·
1945 ·
1946 ·
1947 · 
1948 · 
1949 · 
1950 · 
1951 · 
1952 · 
1953 · 
1954 · 
1955 · 
1956 · 
1957 · 
1958 · 
1959 · 
1960 · 
1961 · 
1962 · 
1963 · 
1964 · 
1965 · 
1966 · 
1967 · 
1968 · 
1969 · 
1970 · 
1971 · 
1972 · 
1973 · 
1974 · 
1975 · 
1976 · 
1977 · 
1978 · 
1979 · 
1980 · 
1981 · 
1982 · 
1983 · 
1984 · 
1985 · 
1986 · 
1987 · 
1988 · 
1989 · 
1990 · 
1991 · 
1992 · 
1993 · 
1994 · 
1995 · 
1996 · 
1997 · 
1998 · 
1999 · 
2000 · 
2001 · 
2002 · 
2003 · 
2004 · 
2005 · 
2006 · 
2007 · 
2008 · 
2009 · 
2010 · 
2011 · 
2012 · 
2013 · 
2014 · 
2015 · 
2016 · 
2017 · 
2018 · 
2019 ·
2020 · 
2021 · 
2022 · 
2023 · 
2024 · 
2025